# Ральф Фалькенмаєр
Ральф Фалькенмаєр (нім. Ralf Falkenmayer, нар. 11 лютого 1963, Франкфурт-на-Майні) — німецький футболіст, що грав на позиції півзахисника за «Айнтрахт» та «Баєр 04», а також національну збірну Німеччини.
Володар Кубка Німеччини. Володар Кубка УЄФА. 

## Клубна кар'єра
У дорослому футболі дебютував 1980 року виступами за команду клубу «Айнтрахт», в якій провів сім сезонів, взявши участь у 173 матчах чемпіонату. У першому ж сезоні, у розіграші 1980/81 допоміг команді здобути Кубок Німеччини. Проте гравцем основного складу став лише з наступного сезону.
Протягом 1987—1989 років захищав кольори команди клубу «Баєр 04». За цей час виборов титул володаря Кубка УЄФА 1987/88.
1989 року повернувся до «Айнтрахта». Відіграв за франкфуртський клуб наступні ще сім сезонів своєї ігрової кар'єри, знову здебільшого виходив на поле в основному складі команди.
Завершив професійну ігрову кар'єру у клубі «Айнтрахт» (Трір), за команду якого виступав протягом 1996—1998 років.

## Виступи за збірну
1984 року дебютував в офіційних матчах у складі національної збірної ФРН. Того ж року у її складі поїхав на чемпіонат Європи у Франції, де був запасним гравцем і на поле не виходив.
Протягом кар'єри у національній команді, яка тривала 3 роки, провів у формі головної команди країни 4 матчі.

## Титули і досягнення
- Володар Кубка Німеччини (1):

«Айнтрахт»: 1980/81
- Володар Кубка УЄФА (1):

«Баєр 04»: 1987/88
- Чемпіон Європи (U-18): 1981